# Impatiens psittacina
Impatiens psittacina är en balsaminväxtart som beskrevs av Joseph Dalton Hooker. Impatiens psittacina ingår i släktet balsaminer, och familjen balsaminväxter. Inga underarter finns listade i Catalogue of Life.